# Kelapa Dua (Kebon Jeruk)
Kelapa Dua is een plaats (wijk - kelurahan) in het onderdistrict Kebon Jeruk in het bestuurlijke gebied Jakarta Barat (West-Jakarta) in de provincie Jakarta, Indonesië. De plaats telt 26.715 inwoners (volkstelling 2010).